# Jacky Coene
Pour les articles homonymes, voir Coene.
Jacky Coene, né le 8 novembre 1946 à Beernem, est un coureur cycliste belge, professionnel de 1969 à 1979.

## Palmarès
- 1968
  - 3e de Gand-Staden
- 1969
  - 2e du Tour du Limbourg amateurs
- 1970
  - Zwevezele Koers
  - 2e du Circuit du Port de Dunkerque
- 1972
  - Circuit du Port de Dunkerque
- 1973
  - 2e du Textielprijs Vichte (nl)
- 1974
  - 3e du Grand Prix Marcel Kint
- 1977
  - 3e de Wingene Koers